# Vilhelm Wanscher
Vilhelm Wanscher (født 26. juli 1875 i Horsens, død 27. maj 1961 i Gentofte) var en dansk kunsthistoriker, professor og kunstner.

## Liv og karriere
Vilhelm Wanscher var søn af maskinfabrikant Axel Wanscher og Arngoth Petronelle (Petra) Christine Laub. Han tog magisterkonferens i kunsthistorie 1898, læste ved Humboldt-Universität i Berlin 1898-99 og sideløbende med universitetsstudierne modtog han kunstnerisk undervisning hos arkitekt Martin Nyrop, billedhuggeren Anders Bundgaard og maleren Harald Voss. Han var kunstkritiker ved Politiken 1907-11, 1919-40 og ved Berlingske Tidende 1940-43. Igennem sin kunstkritik og sin bog Den æsthetiske Opfattelse af Kunst (1906), der plæderede for en genkomst af den italienske renæssance og baroks "store Stil", øvede han stor indflydelse på samtidens danske malere, særligt Jens Adolf Jerichau. Også arkitekterne modtog disse impulser, ikke mindst da nyklassicismen kom frem omkring 1915.
Han modtog Akademiets rejsestipendium for docenter 1916-17, 1918-19 og var på gentagne rejser til bl.a. Italien med understøttelse fra Carlsbergfondet og Ny Carlsbergfondet
Efterhånden var det hans skribentvirksomhed snarere end hans kunstneriske praksis, der optog al hans tid: Wanscher var assistent ved Kunstindustrimuseets bibliotek 1911-18, docent i arkitekturhistorie ved Kunstakademiet 1915-28, assistent ved dekorationsskolen sammesteds (under Joakim Skovgaard) 1919-24 og endelig professor i arkitekturens og billedkunstens historie sammesteds 1928-45. Allerede i slutningen af 1920'erne med funktionalismens gennembrud og PH's latterliggørelse af nyklassicismen i bladet Kritisk Revy, var hans stjerne dog dalende, og han udtrykte beundring for samtidens tyske og italienske kulturliv, der blev opfattet som en flirten med fascismen. Under Besættelsen tog han aldrig tydeligt afstand fra nazismen, og han blev derfor afskediget fra alle sine poster efter krigen. Vilhelm Wanscher lod sig udpege til præsidiemedlem i
C.F. von Schalburg's Mindefond, som blev stiftet efter Christian Frederik von Schalburgs død i 1942 af hans enke, Helga Schalburg, og det danske naziparti DNSAP. Vilhelm Wanchers deltagelse i mindefonden ophørte, da den blev tvangsopløst efter besættelsen i 1945. Så vidt vides blev Vilhelm Wancher ikke retsforfulgt for sin deltagelse i mindefonden.
Han blev Ridder af Dannebrog 1926 og Dannebrogsmand 1933. Wanscher var overordentligt medlem af Akademisk Arkitektforening, men dette medlemskab blev også annulleret 1945. Han var i øvrigt blevet æresmedlem ved Det Kongelige Norske Videnskabers Selskab, Trondheim, i 1927 og Honorary Corresponding Member of the Royal Institute of British Architects i 1930.
Wanscher er portrætteret af Herman Vedel 1913 (ARoS Aarhus Kunstmuseum), af Niels Hansen samme år og af J.F. Willumsen 1923. Portrætteret på Julius Paulsens maleri Aftenselskab 1917. Buste af Augusta Finne Berg 1905. Tegninger af Juel Madsen 1919, K.J. Almqvist, Herluf Jensenius og Hans Bendix. Litografi af J.F. Willumsen 1919. Træsnit af K.J. Almqvist 1933.
Wanscher blev gift 1. gang 17. november 1900 i Höör i Skåne med maleren Laura Kirstine Baagøe Zeuthen (3. september 1877 på Langebækgård, Kallehave Sogn – 6. april 1974 i Gentofte), datter af proprietær Henrik Steffens Zeuthen til Limme i Småland, senere Höör i Skåne og Emilie Margrethe Nobel. Sønnerne Axel Wanscher, Ole Wanscher og Johan Henrik Wanscher (f. 1906) kom fra dette ægteskab, som blev opløst 1914. Han giftede sig 2. gang 14. maj 1914 i København med Dorothea Elisabeth (Dodo) Baumann (11. november 1885 i København – 28. august 1974 samme sted), datter af translatør i tysk Heinrich Johann Raimond Baumann og Julie Augusta Riise og bror til arkitekt Povl Baumann. Ægteskabet blev opløst 1916. Han giftede sig for 3. gang 17. oktober 1917 med billedhugger og maler Evelyn Maud Hilda van Lennep (11. juni 1887 i Piræus, Grækenland – 6. juli 1973 i Gentofte) datter af hollandsk gesandt Pieter Charles van Lennep og Eveline Maud Ogilvy. Han er begravet på Ledøje Kirkegård.

## Værker
- Hellig tre konger, udkast til konkurrence om mindesmærke for Grundtvig (1913, 2. præmie)
- 5 Don Juan-billeder (udstillet på Kunstnernes Efterårsudstilling 1921)
- Adskillinge figurkompositioner og landskaber, herunder frie kopier af bl.a. Zurbaran (1923); kopi af Rafael: Gravlæggelsen (1924, Taarbæk Kirke); Correggio (1926); Palma Vecchio (1928)
- Dekoration af loft og vægge i havesalen på Haraldsgave, Bagsværd, nu Bagsværd Kostskole (1919)
- Sankt Jørgen og dragen (sandstensrelief, sammesteds, sammen med Hilda Wanscher)
- Sandstensrelief (1922, Danmarks Højskole for Legemsøvelser, Nørre Allé, København (sammen med samme)
- Teaterdekorationer til Barberen i Sevilla (1935)
- Udkast til møbler, kunsthåndværk, m.m.
- Illustrerede rejsedagbøger, 1920-57 samt tegninger og akvareller (Det Kgl. Bibliotek), desuden repræsenteret i Kobberstiksamlingen.

### Arkitektur
- Forslag til ombygning af Det kgl. Teater (1926, s.m. Holger Jacobsen)
- Udkast til eget hus, Østerled 24, Hellerup (opført 1932-33 af samme)
- Udkast til eget hus, Fortunfortvej 2, Kongens Lyngby (opført 1945 af samme)

### Skriftlige arbejder
- Den æsthetiske Opfattelse af Kunst, 1906.
- Rafael og Michelangelo, 1908.
- Grækernes Syn paa Kunst, 1914.
- Holland, 1917.
- Homeros-studier. Særtryk af Edda, 1926
- Rafaello Santi da Urbino, 1919 (eng. rev. udg. 1926).
- Italien og den store Stil, 1921.
- H.C. Andersens Tegninger, 1925.
- Kai Nielsen, 1926.
- Om Mozarts Don Giovanni, 1926 (med ny oversættelse fra italiensk af da Pontes tekst)
- Architekturens Historie, I-III, 1927-31.
- Rosenborgs Historie, 1930.
- J.A. Jerichau, 1931.
- Kunstårbogen Artes, 1932-40. (redaktør og bidragyder)
- Antiken, 1935.
- Kivik, Guldhorn og Edda, 1935.
- Christian IVs Bygninger, 1937.
- J.F. Willumsen, 1937.
- Kronborgs Historie, 1939.
- Vie de Michel-Ange, 1940.
- Die Altägyptischen Cylinder-Inschriften, 1942
- Danmarks Architektur, 1943.
- Tre Stadier i den klassiske Kunsts Theori, 1943.
- Michelagniolo, Nye Studier, 1944.
- La langue étrusque renaît, 1951.
- Epigraphie étrusque et pré-romaine. Les langues égypto - asiatiques - européenes. 1954.
- Il Metodo geroglifo - etimologico delle lingue scritte egizia, etrusca, ṡumeri, israel ecc., 1960.
- Tiderummet, 1962.
- Poesiens tiderumlige væsen, 1971.